# Ташуар
Ташуа́р (фр. Tachoires) — коммуна во Франции, находится в регионе Юг — Пиренеи. Департамент — Жер. Входит в состав кантона Сарамон. Округ коммуны — Ош.
Код INSEE коммуны — 32438.

## География
Коммуна расположена приблизительно в 620 км к югу от Парижа, в 65 км западнее Тулузы, в 21 км к югу от Оша.
По территории коммуны протекает река Арратс.

## Климат
Климат умеренно-океанический. Лето жаркое и немного дождливое, температура часто превышает 35 °С. Зимой часто бывает отрицательная температура и ночные заморозки. Годовое количество осадков — 700—900 мм.

## Население
Население коммуны на 2010 год составляло 102 человека.
| 1962 | 1968 | 1975 | 1982 | 1990 | 1999 | 2010 |
| ---- | ---- | ---- | ---- | ---- | ---- | ---- |
| 112  | 106  | 98   | 102  | 100  | 102  | 102  |

## Администрация
| Период | Период | Фамилия        | Партия | Примечания |
| ------ | ------ | -------------- | ------ | ---------- |
| 2001   | 2014   | Мишель Казабан |        |            |
| 2014   | 2020   | Макс Балас     |        |            |

## Экономика
В 2010 году среди 55 человек трудоспособного возраста (15-64 лет) 42 были экономически активными, 13 — неактивными (показатель активности — 76,4 %, в 1999 году было 66,2 %). Из 42 активных жителей работали 41 человек (20 мужчин и 21 женщина), безработным был 1 мужчина. Среди 13 неактивных 5 человек были учениками или студентами, 4 — пенсионерами, 4 были неактивными по другим причинам.

## Фотогалерея

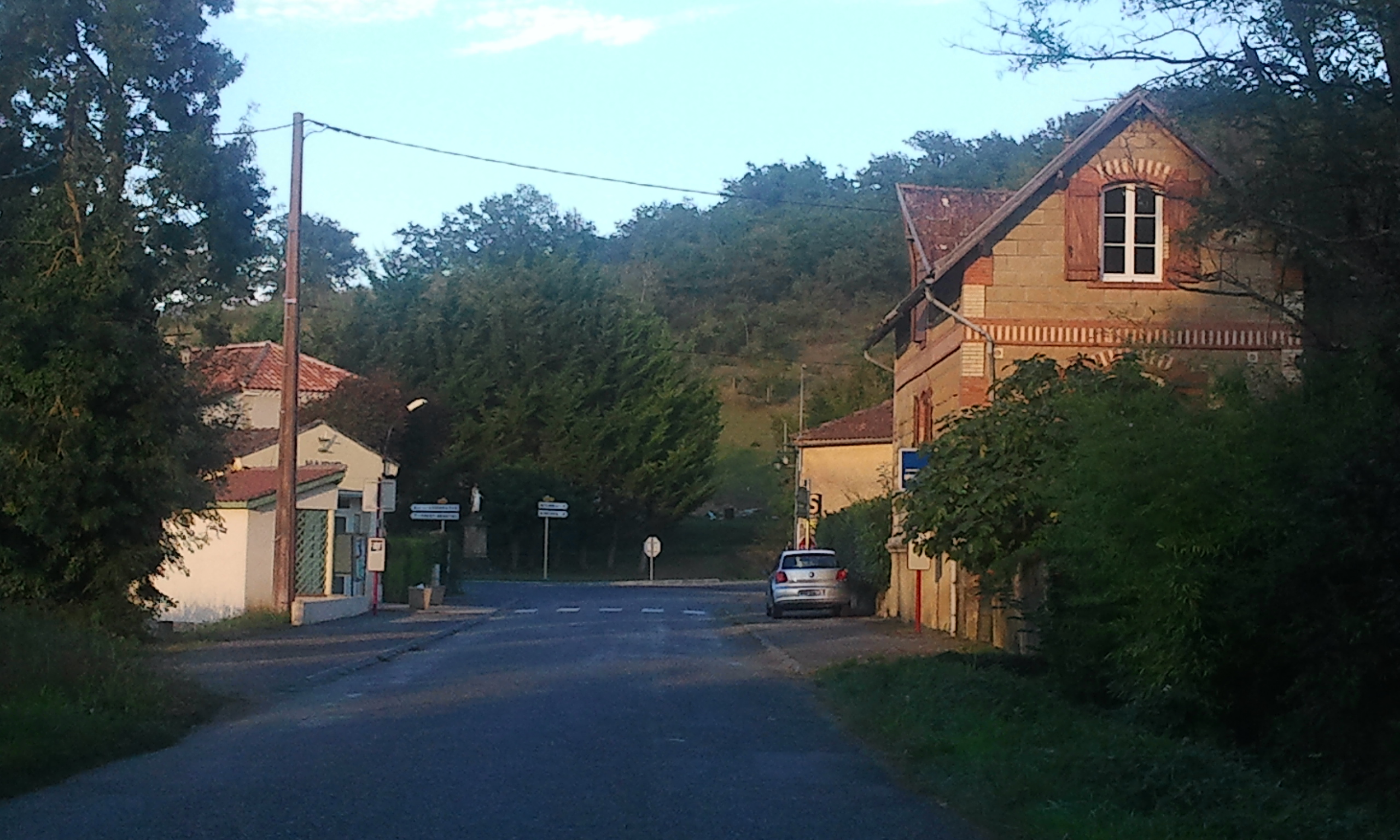
Ташуар
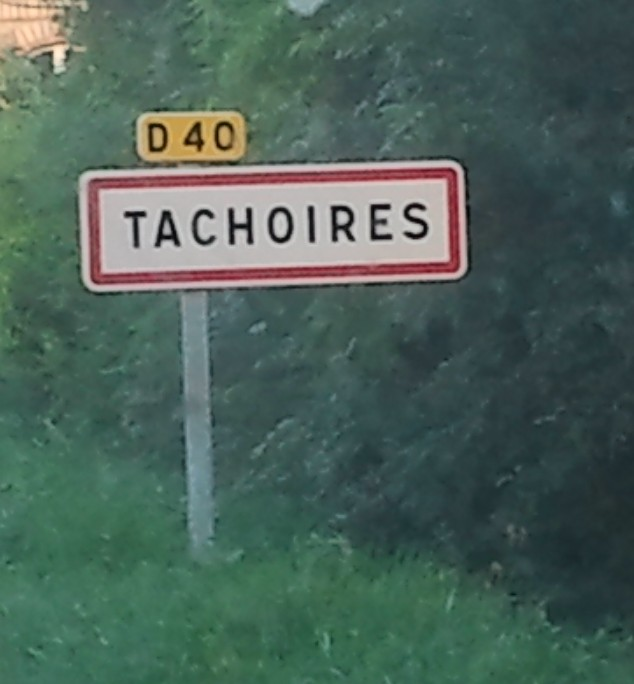
Знак на въезде в Ташуар
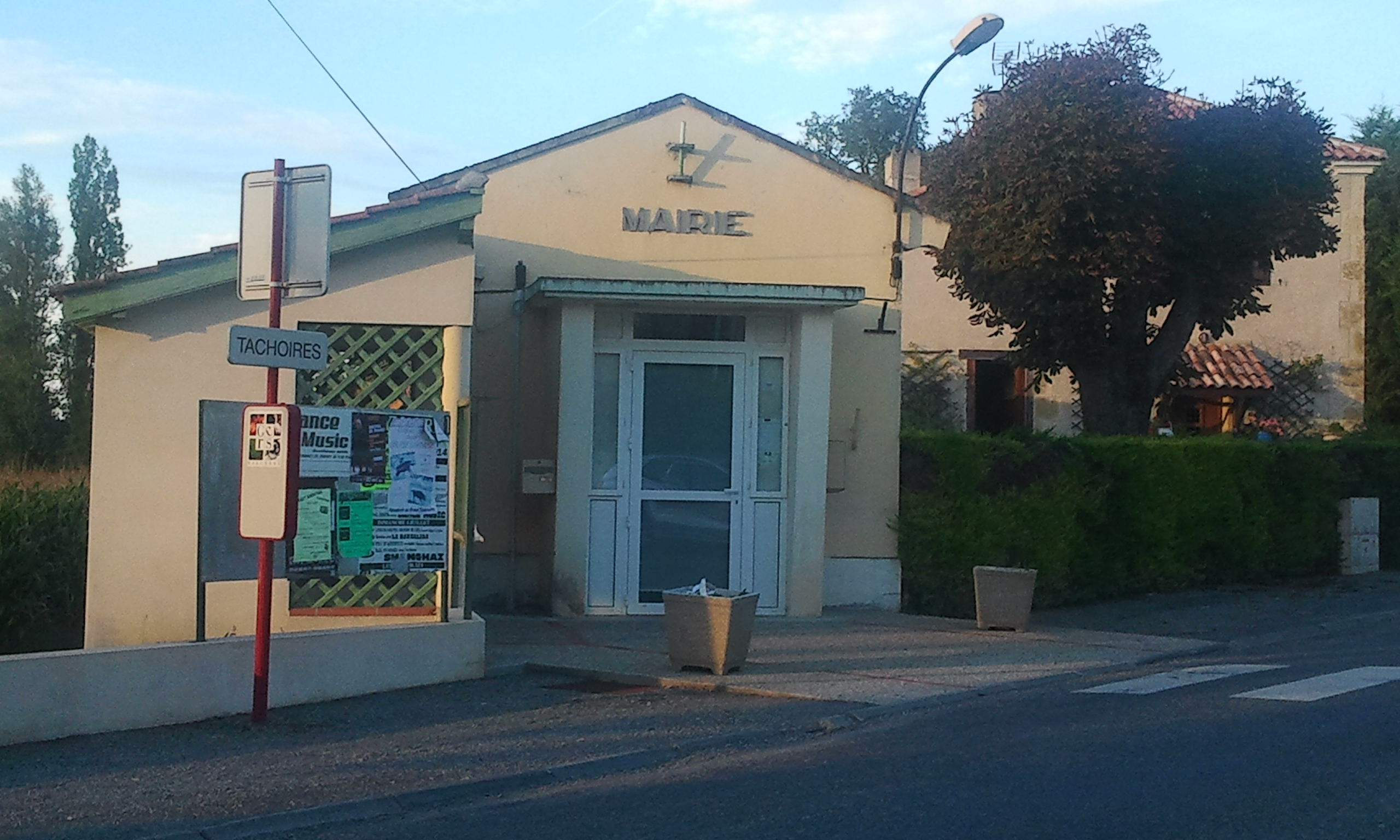
Мэрия
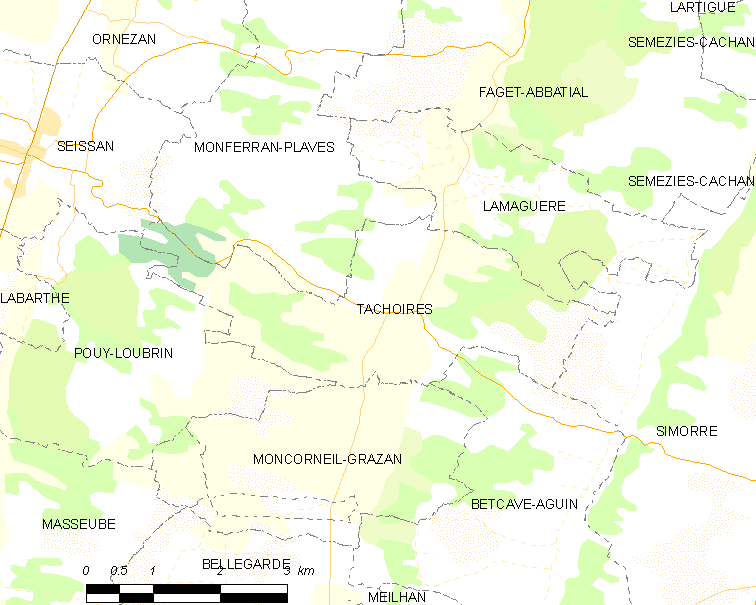
Карта коммуны